# Intervallo (matematica)
In matematica, un intervallo è un sottoinsieme dei numeri reali formato da tutti i punti della retta reale che sono compresi tra due estremi {\displaystyle a} e {\displaystyle b}. Gli estremi possono (ma non devono necessariamente) appartenere all'intervallo e possono essere infiniti.

## Definizione
Formalmente, un sottoinsieme {\displaystyle S} dei numeri reali {\displaystyle \mathbb {R} } o di un altro insieme ordinato è un intervallo se per ogni coppia di elementi {\displaystyle x} e {\displaystyle y} di {\displaystyle S}, ogni elemento {\displaystyle z} appartenente a {\displaystyle \mathbb {R} } tale che {\displaystyle x<z<y} appartiene anch'esso in {\displaystyle S}. In {\displaystyle \mathbb {R} } gli intervalli corrispondono agli insiemi convessi.
Gli intervalli di {\displaystyle \mathbb {R} } sono quindi gli insiemi seguenti (dove {\displaystyle a} e {\displaystyle b} sono due numeri reali tali che {\displaystyle a<b}):
1. {\displaystyle (a,b)=\{x|a<x<b\}} (intervallo aperto)
2. {\displaystyle [a,b]=\{x|a\leq x\leq b\}} (intervallo chiuso)
3. {\displaystyle [a,b)=\{x|a\leq x<b\}} (intervallo chiuso a sinistra)
4. {\displaystyle (a,b]=\{x|a<x\leq b\}} (intervallo chiuso a destra)
5. {\displaystyle (a,+\infty )=\{x|x>a\}} (intervallo aperto infinito a destra)
6. {\displaystyle [a,+\infty )=\{x|x\geq a\}} (intervallo chiuso infinito a destra)
7. {\displaystyle (-\infty ,b)=\{x|x<b\}} (intervallo aperto infinito a sinistra)
8. {\displaystyle (-\infty ,b]=\{x|x\leq b\}} (intervallo chiuso infinito a sinistra)
9. {\displaystyle (-\infty ,+\infty )=\mathbb {R} } (tutta la retta reale)
10. {\displaystyle [a,a]=\{a\}} (un punto)
11. l'insieme vuoto

I punti {\displaystyle a} e {\displaystyle b} sono gli estremi dell'intervallo. Quindi una parentesi quadra {\displaystyle [} {\displaystyle ]} indica che l'estremo appartiene all'intervallo, mentre una parentesi tonda {\displaystyle (} {\displaystyle )} indica che non vi appartiene. Una notazione alternativa usa {\displaystyle ]} e {\displaystyle [} rispettivamente al posto di {\displaystyle (} e {\displaystyle )}.  Entrambe le notazioni fanno parte dello standard ISO 31-11 e del successivo ISO 80000-2 come equivalenti sebbene la notazione che prevede l'utilizzo delle parentesi tonde per indicare gli intervalli aperti sia in assoluto la più utilizzata.
I primi quattro intervalli hanno lunghezza {\displaystyle b-a}, i cinque seguenti hanno lunghezza infinita, il punto e l'insieme vuoto hanno lunghezza {\displaystyle 0}.
L'intervallo unitario è l'intervallo chiuso {\displaystyle [0,1]}.

## Proprietà
- L'unione di due intervalli aventi intersezione non vuota è un intervallo. L'intersezione di due intervalli è sempre un intervallo, eventualmente l'insieme vuoto.
- L'immagine di un intervallo mediante una funzione continua da {\displaystyle \mathbb {R} } in {\displaystyle \mathbb {R} } è ancora un intervallo.
- Un sottoinsieme della retta reale è un intervallo se e solo se è connesso.
- Un intervallo è compatto se e solo se è del tipo {\displaystyle [a,b]}.
- Ogni intervallo (anche infinito) è omeomorfo a uno, ed uno solo, di questi cinque intervalli: un punto, {\displaystyle [0,1]}, {\displaystyle [0,1)}, {\displaystyle (0,1)} o l'insieme vuoto.

## Notazioni alternative
Raramente in ambito matematico, ma sovente in ambito ingegneristico, il simbolo ÷, chiamato obelo, viene usato in Italia per indicare un intervallo numerico. Ad esempio 3 ÷ 7 vuol dire 'da tre a sette', estremi compresi.